# Eriogonum giganteum
Eriogonum giganteum és una espècie de planta de la família de les Poligonàcies. Aquest arbust és endèmic de les Illes Santa Bàrbara.

## Descripció

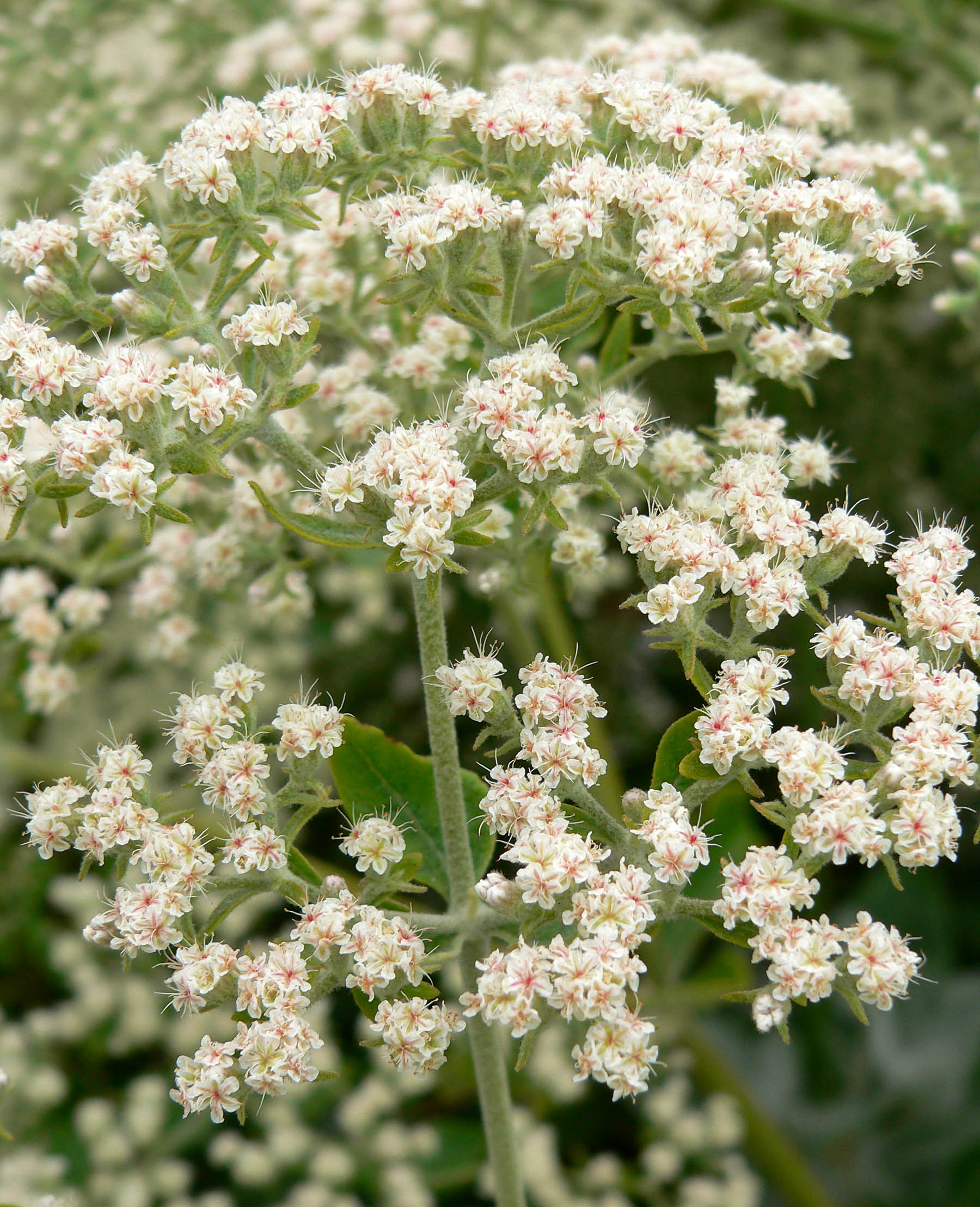
Detall de la inflorescència

És variable de grandària, des d'una alçada d'un metre alhora que d'amplada a arbustos d'uns 3 m tant d'alçada com d'amplada. Les fulles són coriàcies, llanoses, amb forma oval, agrupades escassament al llarg de les tiges majoritàriament nues. La planta floreix densament en catifes de flors minúscules en cimes, essent cada flor blanca rosada amb abundants pèls, i mesurant uns pocs mil·límetres de diàmetre. La seva època de floració va des de maig fins a setembre.
Inflorescència en cimes, obertes o compactes, 5-30(2) × 5-50(-80) cm; ramificació dicòtoma, de tomentosa a peluda o glabra. Posseeix 3 bràctees, aparença en escala, àmpliament triangular, i d'1 a 2 mm, amb aparença de fulla, de oblongo-lanceolada a el·líptica, i de 5 a 30 mm. Peduncles absents o alçats, prims, de 0,1 a 0,5 cm, tomentosos. Involucres un per node, campanulat, de 3 a 5 × 2,5 a 4 mm, tomentosos, amb 5 dents, alçats, de 0,3-0,8 mm. Flors de 2-4 mm, amb periant de blanc a rosat, amb abundant pèl. Tèpals 1 a 4 propers innats, monomòrfics, trasovats; els estams exserts, de 2 a 4 mm, filaments pilosos proximals.

## Distribució i hàbitat
Es desenvolupa a vessants seques i arbustives de les Illes Santa Bàrbara.

## Ecologia
Eriogonum giganteum és l'hoste de les larves i font de nèctar per a l'alimentació de la papallona endèmica de l'Illa Santa Catalina (Califòrnia) "Avalon Scrub-Hairstreak" (Strymon avalona).

## Varietats
- var. formosum: amb fulles d'oblongo-lanceolades a lanceolades. Es troba a l'illa de San Clemente. Una altra amb fulles de oblongo-ovals a ovals no es troba a l'illa de San Clemente.
- var. compactum: fulles de 2,5 a 3,5(-6) × 1,5-2(-4) cm; inflorescències de compactes a rarament obertes, aquesta varietat és particularment rara i es troba geogràficament limitada a l'illa de Santa Bàrbara i illa Subtils, és la Santa Barbara Island buckwheat (var. compactum).[1]